# Зеекірхен-ам-Валлерзее

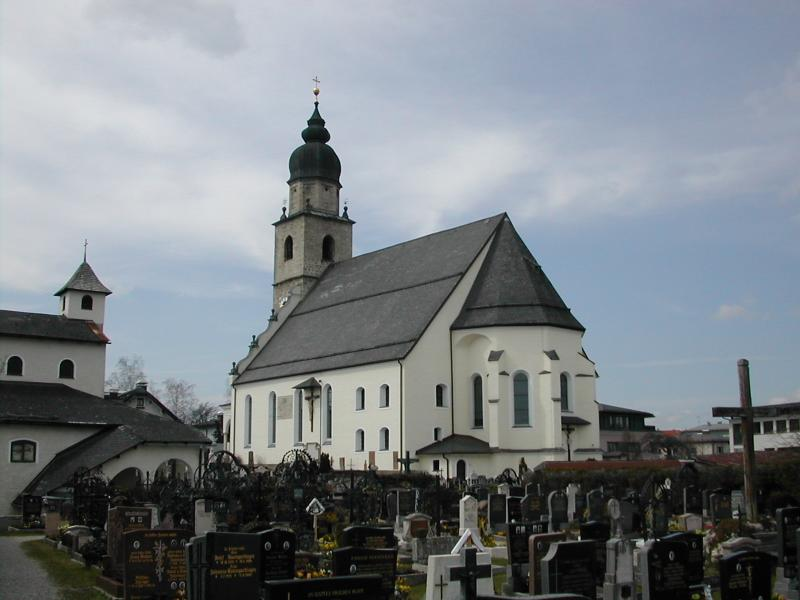
Зеекірхен-ам-Валлерзее

Зеекірхен-ам-Валлерзее (нім. Seekirchen am Wallersee) — місто в Австрії, у федеральній землі Зальцбург. Входить до складу округу Зальцбург. Відоме також як просто Зеекірхен.

## Історія
Ці землі були заселені ще 5000 років тому. Місто є найстарішим австрійським поселенням, яке існує і понині. Сьогодні воно має більш ніж 10 000 жителів.

## Політична ситуація
Бургомістром комуни був Йохан Шпатценеггер (АНП) за підсумками виборів 2004 року.
Рада представників комуни (нім. Gemeinderat) складається з 25 місць.
- Австрійська народна партія займає 11 місць.
- Соціал-демократична партія Австрії займає 5 місць.
- Партія FDS (Freie Demokraten Seekirchen) займає 4 місця.
- Партія LESE (Initiative Lebenswertes Seekirchen) займає 3 місця.
- Австрійська Партія Свободи займає 2 місця.

## Транспорт
Місто знаходиться на відстані 15 км від Зальцбурга і обслуговується залізничною лінією. 2-а станція «Seekirchen-Süd» планується на 2030 рік.